# Saint-Cyprien (Loire)
Saint-Cyprien település Franciaországban, Loire megyében. Lakosainak száma 2428 fő (2022. január 1.). Saint-Cyprien Veauchette, Andrézieux-Bouthéon, Bonson, Craintilleux és Sury-le-Comtal községekkel határos.

## Népesség
A település népessége az elmúlt években az alábbi módon változott:
| Lakosok száma | 690  | 1584 | 2005 | 2375 | 2364 | 2470 | 2485 | 2447 | 2428 | 2428 |
|               | 1968 | 1982 | 1990 | 2006 | 2013 | 2015 | 2017 | 2019 | 2020 | 2022 |